# Club Deportivo Universidad César Vallejo (voleibol feminino)
A equipe de voleibol feminino do Club Deportivo Universidad César Vallejo, que é um clube peruano da cidade de Trujillo (Peru). Atualmente disputa a Liga Nacional Superior de Voleibol que conquistou a medalha de prata na edição do Campeonato Sul-Americano de Clubes de 2013 no Peru.

## Títulos conquistados
- Liga Nacional Superior de Voleibol (LNSV) (1 vezes):2012-13